# Gran Premi de San Marino de motociclisme de 2010
El Gran Premi de San Marino de motociclisme de 2010 fou la dotzena cursa de la temporada 2010 de motociclisme. La cursa es disputà al Circuit de Misano Adriatico Marco Simoncelli (Misano, Itàlia) el dia 5 de setembre de 2010.
L'esdeveniment va estar marcat per la mort de Shoya Tomizawa a causa de les ferides sofertes en un accident durant la cursa de Moto2.

## Mort de Shoya Tomizawa
Durant la 12a volta de la cursa de Moto2, Shoya Tomizawa anava en quarta posició en un grup de set pilots. El grup consistia en Toni Elías que liderava la cursa, seguit de Simone Corsi, Julián Simón, Tomizawa, Alex de Angelis, Scott Redding i Jules Cluzel. A mesura que el grup s'acostava al revolt 11, a mà dreta i molt ràpid (es pren a màxima inclinació), Tomizawa va perdre el control i es va estavellar. Va ser llançat de la seva moto a la pista i de Angelis i Redding -que estaven just darrere- colpejaren el japonès a tota velocitat. De Angelis en va sortir pel seu propi peu, però Redding i Tomizawa varen ser portats al centre mèdic, amb l'estat del japonès molt crític; tot i així, no es va aturar la cursa.
Llavors Tomizawa va ser traslladat d'urgència des del centre mèdic a l'hospital de Riccione, on va ser declarat mort a les 14:20 hora local, a causa de les lesions sofertes en l'accident.

## MotoGP
| Pos                    | No | Pilot            | Moto   | Voltes | Temps     | Sortida | Punts |
| ---------------------- | -- | ---------------- | ------ | ------ | --------- | ------- | ----- |
| 1                      | 26 | Dani Pedrosa     | Honda  | 28     | 44:22.059 | 1       | 25    |
| 2                      | 99 | Jorge Lorenzo    | Yamaha | 28     | +1.900    | 2       | 20    |
| 3                      | 46 | Valentino Rossi  | Yamaha | 28     | +3.183    | 4       | 16    |
| 4                      | 4  | Andrea Dovizioso | Honda  | 28     | +6.454    | 8       | 13    |
| 5                      | 27 | Casey Stoner     | Ducati | 28     | +18.479   | 3       | 11    |
| 6                      | 11 | Ben Spies        | Yamaha | 28     | +28.385   | 5       | 10    |
| 7                      | 5  | Colin Edwards    | Yamaha | 28     | +34.934   | 7       | 9     |
| 8                      | 19 | Álvaro Bautista  | Suzuki | 28     | +38.157   | 16      | 8     |
| 9                      | 40 | Héctor Barberá   | Ducati | 28     | +40.943   | 12      | 7     |
| 10                     | 33 | Marco Melandri   | Honda  | 28     | +42.377   | 10      | 6     |
| 11                     | 41 | Aleix Espargaró  | Ducati | 28     | +45.906   | 15      | 5     |
| 12                     | 7  | Hiroshi Aoyama   | Honda  | 28     | +46.394   | 13      | 4     |
| 13                     | 14 | Randy de Puniet  | Honda  | 28     | +50.481   | 6       | 3     |
| 14                     | 58 | Marco Simoncelli | Honda  | 28     | +1:23.143 | 9       | 2     |
| Ret                    | 36 | Mika Kallio      | Ducati | 17     | Retirat   | 17      |       |
| Ret                    | 69 | Nicky Hayden     | Ducati | 3      | Retirat   | 14      |       |
| Ret                    | 65 | Loris Capirossi  | Suzuki | 0      | Accident  | 11      |       |
| OFFICIAL MOTOGP REPORT |    |                  |        |        |           |         |       |

## Moto2
| Pos                   | No | Pilot                 | Moto        | Voltes | Temps          | Sortida | Punts |
| --------------------- | -- | --------------------- | ----------- | ------ | -------------- | ------- | ----- |
| 1                     | 24 | Toni Elías            | Moriwaki    | 26     | 43:33.996      | 1       | 25    |
| 2                     | 60 | Julián Simón          | Suter       | 26     | +1.969         | 3       | 20    |
| 3                     | 12 | Thomas Lüthi          | Moriwaki    | 26     | +11.917        | 15      | 16    |
| 4                     | 3  | Simone Corsi          | MotoBi      | 26     | +15.409        | 6       | 13    |
| 5                     | 65 | Stefan Bradl          | Suter       | 26     | +16.219        | 17      | 11    |
| 6                     | 16 | Jules Cluzel          | Suter       | 26     | +16.676        | 4       | 10    |
| 7                     | 2  | Gábor Talmácsi        | Speed Up    | 26     | +16.852        | 10      | 9     |
| 8                     | 77 | Dominique Aegerter    | Suter       | 26     | +18.330        | 12      | 8     |
| 9                     | 71 | Claudio Corti         | Suter       | 26     | +20.650        | 14      | 7     |
| 10                    | 44 | Roberto Rolfo         | Suter       | 26     | +29.678        | 24      | 6     |
| 11                    | 68 | Yonny Hernández       | BQR-Moto2   | 26     | +32.720        | 23      | 5     |
| 12                    | 14 | Ratthapark Wilairot   | Bimota      | 26     | +35.098        | 31      | 4     |
| 13                    | 35 | Raffaele De Rosa      | Tech 3      | 26     | +35.428        | 27      | 3     |
| 14                    | 56 | Michael Ranseder      | Suter       | 26     | +35.933        | 22      | 2     |
| 15                    | 52 | Lukáš Pešek           | Moriwaki    | 26     | +37.012        | 29      | 1     |
| 16                    | 55 | Héctor Faubel         | Suter       | 26     | +40.950        | 11      |       |
| 17                    | 8  | Anthony West          | MZ-RE Honda | 26     | +41.752        | 33      |       |
| 18                    | 80 | Axel Pons             | Pons Kalex  | 26     | +41.878        | 25      |       |
| 19                    | 19 | Xavier Siméon         | Moriwaki    | 26     | +47.566        | 16      |       |
| 20                    | 4  | Ricky Cardús          | Bimota      | 26     | +57.026        | 36      |       |
| 21                    | 5  | Joan Olivé            | FTR         | 26     | +57.119        | 35      |       |
| 22                    | 53 | Valentin Debise       | ADV         | 26     | +1:00.833      | 30      |       |
| 23                    | 70 | Ferruccio Lamborghini | Suter       | 26     | +1:02.316      | 20      |       |
| 24                    | 9  | Kenny Noyes           | Promoharris | 26     | +1:05.795      | 34      |       |
| 25                    | 99 | Tatsuya Yamaguchi     | Moriwaki    | 26     | +1:09.977      | 28      |       |
| 26                    | 88 | Yannick Guerra        | Moriwaki    | 26     | +1:16.520      | 38      |       |
| 27                    | 95 | Mashel Al Naimi       | BQR-Moto2   | 26     | +1:16.563      | 37      |       |
| 28                    | 59 | Niccolò Canepa        | Bimota      | 26     | +1:17.479      | 32      |       |
| 29                    | 39 | Robertino Pietri      | Suter       | 26     | +1:41.039      | 26      |       |
| Ret                   | 29 | Andrea Iannone        | Speed Up    | 23     | Retirat        | 5       |       |
| Ret                   | 25 | Alex Baldolini        | I.C.P.      | 23     | Retirat        | 21      |       |
| Ret                   | 72 | Yuki Takahashi        | Tech 3      | 21     | Accident       | 13      |       |
| Ret                   | 40 | Sergio Gadea          | Pons Kalex  | 14     | Accident       | 18      |       |
| Ret                   | 48 | Shoya Tomizawa        | Suter       | 11     | Accident fatal | 8       |       |
| Ret                   | 15 | Alex de Angelis       | MotoBi      | 11     | Col·lisió      | 7       |       |
| Ret                   | 45 | Scott Redding         | Suter       | 11     | Col·lisió      | 2       |       |
| Ret                   | 75 | Mattia Pasini         | Suter       | 10     | Retirat        | 9       |       |
| Ret                   | 63 | Mike Di Meglio        | Suter       | 7      | Accident       | 19      |       |
| NVC                   | 17 | Karel Abraham         | FTR         |        | NVC            |         |       |
| OFFICIAL MOTO2 REPORT |    |                       |             |        |                |         |       |

## 125 cc
| Pos                   | No | Pilot               | Moto      | Voltes | Temps     | Sortida | Punts |
| --------------------- | -- | ------------------- | --------- | ------ | --------- | ------- | ----- |
| 1                     | 93 | Marc Márquez        | Derbi     | 23     | 39:56.117 | 2       | 25    |
| 2                     | 40 | Nicolás Terol       | Aprilia   | 23     | +2.185    | 3       | 20    |
| 3                     | 7  | Efrén Vázquez       | Derbi     | 23     | +5.628    | 7       | 16    |
| 4                     | 38 | Bradley Smith       | Aprilia   | 23     | +5.912    | 1       | 13    |
| 5                     | 11 | Sandro Cortese      | Derbi     | 23     | +6.378    | 6       | 11    |
| 6                     | 44 | Pol Espargaró       | Derbi     | 23     | +7.091    | 4       | 10    |
| 7                     | 12 | Esteve Rabat        | Aprilia   | 23     | +23.835   | 8       | 9     |
| 8                     | 71 | Tomoyoshi Koyama    | Aprilia   | 23     | +23.891   | 5       | 8     |
| 9                     | 35 | Randy Krummenacher  | Aprilia   | 23     | +29.914   | 13      | 7     |
| 10                    | 99 | Danny Webb          | Aprilia   | 23     | +29.969   | 9       | 6     |
| 11                    | 94 | Jonas Folger        | Aprilia   | 23     | +30.173   | 11      | 5     |
| 12                    | 14 | Johann Zarco        | Aprilia   | 23     | +38.411   | 10      | 4     |
| 13                    | 23 | Alberto Moncayo     | Aprilia   | 23     | +38.689   | 14      | 3     |
| 14                    | 15 | Simone Grotzkyj     | Aprilia   | 23     | +46.494   | 15      | 2     |
| 15                    | 26 | Adrián Martín       | Aprilia   | 23     | +46.569   | 16      | 1     |
| 16                    | 84 | Jakub Kornfeil      | Aprilia   | 23     | +1:00.269 | 19      |       |
| 17                    | 78 | Marcel Schrötter    | Honda     | 23     | +1:01.708 | 18      |       |
| 18                    | 97 | Armando Pontone     | Aprilia   | 23     | +1:07.377 | 22      |       |
| 19                    | 69 | Louis Rossi         | Aprilia   | 23     | +1:07.414 | 21      |       |
| 20                    | 95 | Alessandro Tonucci  | Aprilia   | 23     | +1:07.487 | 25      |       |
| 21                    | 53 | Jasper Iwema        | Aprilia   | 23     | +1:07.905 | 17      |       |
| 22                    | 96 | Tommaso Gabrielli   | Aprilia   | 23     | +1:29.668 | 27      |       |
| 23                    | 72 | Marco Ravaioli      | Lambretta | 23     | +1:30.618 | 29      |       |
| 24                    | 76 | Francesco Mauriello | Aprilia   | 23     | +1:30.641 | 26      |       |
| 25                    | 36 | Joan Perelló        | Lambretta | 22     | +1 volta  | 28      |       |
| Ret                   | 87 | Luca Marconi        | Aprilia   | 16     | Retirat   | 24      |       |
| Ret                   | 50 | Sturla Fagerhaug    | Aprilia   | 14     | Retirat   | 31      |       |
| Ret                   | 32 | Lorenzo Savadori    | Aprilia   | 12     | Accident  | 23      |       |
| Ret                   | 79 | Giovanni Bonati     | Aprilia   | 12     | Accident  | 32      |       |
| Ret                   | 5  | Alexis Masbou       | Aprilia   | 8      | Retirat   | 30      |       |
| Ret                   | 39 | Luis Salom          | Aprilia   | 7      | Retirat   | 12      |       |
| Ret                   | 63 | Zulfahmi Khairuddin | Aprilia   | 1      | Retirat   | 20      |       |
| OFFICIAL 125CC REPORT |    |                     |           |        |           |         |       |